# Convento di San Lorenzo al Monte
Il convento di San Lorenzo al Monte risalente al X secolo, si trova in via Salvatore De Renzi a Salerno.
Fa parte del Complesso Umberto I.

## Storia
(padre Nicolò Da Spinazzola, 1644)
Il convento fu fondato nel 976 per volere del principe Gisolfo I e per questo risulta come un dei conventi più antichi in città. Nel 1060 fu ceduto da Giuslfo II all'abbazia di Montecassino e, nel corso della dominazione normanna a Salerno, fu completamente abbandonato. Nel 1145 la chiesa di San Lorenzo inizia a lesionarsi e nel 1241 non è più un abate ma un priore a capo della comunità, forse a causa della diminuzione del numero dei monaci ospitati. Nel 1297, una monaca clarissa, figlia del medico Giovanni da Procida, riuscì ad ottenere da papa Bonifacio VIII il permesso per trasferire le clarisse presso questo convento, di cui diventò badessa. Questo fu il periodo di maggiore prosperità del convento che ospitò la Regina Costanza d'Altavilla e grazie al finanziamento di Giovanni da Procida volto al suo restauro. Dal 1299 il convento offrì, per diversi anni, ospitalità alla Regina Costanza, figlia esule di Manfredi di Svevia, e successivamente anche alla nuora Bianca D'Angiò.
Alla morte di Giovanni da Procida, avvenuta all'inizio del 1300, termina il periodo di splendore della struttura conventuale che costringe, nel 1367, la regina Giovanna a destinare alle suore parte delle entrate doganali.
Agli inizi del XVI secolo il principe don Ferrante Sanseverino restaura ed amplia il Monastero ma nel 1586, le clarisse furono costrette a trasferirsi presso il Convento di San Michele Arcangelo in seguito ad un decreto di accorpamento firmato da Papa Sisto V. Il convento, dopo un nuovo periodo di abbandono, fu acquistato nel 1616 dai Padri riformati che lo ristrutturarono. Il progetto di ristrutturazione fu redatto dagli architetti Matteo Vitale, Giovanni Leonardo Caffaro e dal lombardo Camillo Migliaccio. La caratteristica principale del progetto è la facciata ad archi e loggette che danno movimento ai quattro piani. Padre Spinazzola tra il 1617 e il 1618 fece riparare la piccola chiesa del XIII secolo delle Clarisse, abbassandone il pavimento e spostando l'entrata sul lato opposto. Nel 1707 fu costruita al quarto piano dietro la chiesa la biblioteca che, al 1741, conteneva migliaia di volumi ed era tra le più ricche di Salerno. Con la sua realizzazione, dopo circa 90 anni di lavoro, fu terminata l'opera iniziata da padre Niccolò da Spinazzola. Nel 1811, a causa dei decreti napoleonici, il monastero fu soppresso e la sua ricca biblioteca fu trasferita presso il vicino convento di San Nicola. Nel 1813 il Re di Napoli concede la riapertura delle chiese di San Lorenzo e di San Nicola e nel 1816 fu ripristinato anche il monastero, ad eccezione dei dormitori che vennero adibiti a stamperia. Nel 1850, in seguito ai moti rivoluzionari, vennero riaperte la farmacia e l'infermeria, fu istituito uno studentato in filosofia e si fecero dei lavori di ristrutturazione per permettere la realizzazione di un archivio per ospitare i documenti dell'ex Provincia Riformata del Principato che nel settecento erano stati continuamente spostati. Nel 1862, il frate Guardino Romualdo Forte guidò il cosiddetto "conciliabolo di San Lorenzo", un concilio ecclesiastico irregolare, in cui si celebrò un capitolo secessionista che non fu mai approvato dal Ministero Generale dell'Ordine ed in seguito fu sconfessato dal Senato e dal Consiglio di Stato di Torino. Durante questo periodo di tumulti gran parte dell'archivio venne devastato e si salvarono solo pochi documenti. Il 21 settembre 1864 parte del San Lorenzo fu ceduto al San Nicola per ampliare l'Orfanotrofio per poi esservi definitivamente accorpato due anni dopo. Nel 1954 parte del convento fu affidato ai Francescani di piazza Vittorio Veneto, mentre la restante parte fu divisa tra Orfanotrofio e civili abitazioni. Dopo essere stato fortemente danneggiato in seguito all'alluvione dello stesso anno, fu parzialmente adibito a istituto professionale. Nel 1976 fu celebrato il millenario del convento e l'anno successivo, una volta sciolto l'Umberto I, la struttura divenne proprietà del Comune di Salerno. Dopo ulteriori danni causati dal terremoto del 1980, il Comune di Salerno effettuò imponenti lavori di restauro e nel 1994 vi istituì l'Archivio Storico Comunale.

### L'edificio
La struttura attuale dell'edificio risale al XVII secolo ed è frutto dell'opera di ristrutturazione operata dai Padri riformati. La facciata è caratterizzata da otto arcate che si estendono per tutti e quattro i piani della struttura. Al pian terreno vi sono ancora oggi i resti delle antiche carceri, poi adibite a stalle. 
Il Monastero è anche dotato di un chiostro, nella parte est e, sugli altri lati, di un porticato con archi a sesto acuto.